# Institut Européen des Sciences Humaines
Das Institut Européen des Sciences Humaines (IESH), das „Europäische Institut für Geisteswissenschaften“, ist eine private islamische Hochschule zur Ausbildung von Imamen in Frankreich, die der islamistischen Muslimbruderschaft nahesteht.
Das IESH Centre Bouteloin liegt nahe Saint-Léger-de Fougeret bei Château-Chinon, einer Gemeinde im französischen Département Nièvre.

## Organisation und Lehre
Das IESH wurde 1990 gegründet von der Föderation Islamischer Organisationen in Europa (FIOE) zusammen mit der Union des Organisations Islamiques de France (UOIF) und 1992 eröffnet. Es ist eine Vereinigung nach dem Gesetz von 1901. Es bietet drei Studiengänge an, für die die Bewerber das Baccalauréat oder Abitur nicht zwingend abgelegt haben müssen:
- Institut der arabischen Sprache:[5] Zweijähriges Studium des modernen und koranischen Arabisch.

- Institut für Imam- und Lehrerausbildung: Nach zwei Jahren ist ein Abschluss als „Imam und Murabbi“ (Vorbeter und Erzieher) möglich.[6]

- Europäische Fakultät für Islamische Studien:[7] Nach drei, ursprünglich vier[6] Jahren kann ein Abschluss in Scharia und Usul ud-Din erreicht werden.

Das IESH bietet auch Fernstudienkurse an, die Prüfungen können in verschiedenen europäischen Hauptstädten abgelegt werden. Die Präsenzstudenten werden im IESH untergebracht und versorgt.
Die inhaltliche Ausrichtung des IESH wird von einem wissenschaftlichen Beirat bestimmt, dem als Vorsitzender Yusuf al-Qaradawi und Faisal Mawlawi angehören, die auch Präsident und stellvertretender Präsident des „Europäischen Rats für Fatwa und Forschung“ (ECFR) sind. Die Fatwa des ECFR werden im IESH als Referenz verwendet. Der IESH Château-Chinon Direktor Zuhair Mahmood aus dem Irak war 1983 Mitbegründer der UOIF.
Da die private Hochschule in Frankreich nicht akkreditiert ist, wird der erlangte Abschluss und der Studentenstatus nicht staatlich anerkannt.

## Studenten
Der erste Jahrgang 1992 bestand aus 12 Studenten. Seit 2000 hat das IESH mehr als 120 Präsenzstudenten und 200 Studenten im Fernstudium. Etwa fünf oder sechs Imame werden pro Jahr ausgebildet, zwischen 1992 und 2005 ungefähr drei Dutzend Imame. Die Studiendauer beträgt oft vier bis acht Jahre, auch abhängig von den Arabischvorkenntnissen.
Während die Studenten anfangs und bisher überwiegend Franzosen waren, sind 2005–2006 die Hälfte der Studenten anderer Nationalität, darunter 8 % Deutsche und Österreicher. Die Millî Görüş hatte bis 2002 bereits 40 Studenten aus Deutschland mit einem Stipendium zum IESH geschickt. Die Muslimische Jugend in Deutschland (MJD) vergab im Frühjahr 2003 ein Stipendium für ein vierjähriges Scharia-Studium am IESH, um „junge Muslime in Deutschland mit Fachwissen im Bereich der islamischen Wissenschaften auszustatten und sie zu kompetenten Multiplikatoren heranzubilden“. Auch die Islamische Gemeinschaft in Deutschland (IGD) legt Wert auf eine Ausbildung der Imame in Europa wie am IESH, so ihr Vorsitzender Ibrahim El-Zayat.
Frühere Studenten des IESH berichten von Schwierigkeiten, mit ihrem Abschluss einen entsprechenden Beruf auszuüben. Einige betonen die sehr unterschiedlichen Ziele der IESH-Studenten, von denen viele in erster Linie Arabisch lernen wollen, und erzählen von Spannungen aufgrund unterschiedlicher religiöser Ansichten. Insbesondere aber werden von vielen die unattraktiven Berufsaussichten als Imam in Frankreich oder Deutschland erwähnt, wo Imame oft von einem Minimalgehalt oder Sozialhilfe leben oder neben ihrem Hauptberuf nur ehrenamtlich als Imam tätig sind.

## Finanzierung
Die Gebäude und das 11 Hektar große Gelände der vormaligen Urlaubskolonie bei Château-Chinon gehören der UOIF. Einige Studenten beziehen Stipendien des „European Trust“. Die laufenden Kosten wurden in den 90er Jahren großenteils mit großzügigen Spenden aus den arabischen Golfstaaten getragen. Seit dem 11. September 2001 ließen diese jedoch nach und es kam zu finanziellen Schwierigkeiten, die 2003 die Entlassung einiger Lehrkräfte erzwangen. Auch die Studiengebühren stiegen von etwa 2.000 € jährlich im Jahr 2002 auf 2.600 € im Jahr 2004 und 2.800 € im Jahr 2006. Seit 2007 bietet das IESH im Sommer auch Kinderfreizeiten und Intensivkurse an.

## Weitere Standorte
Neben dem IESH bei Château-Chinon wurden in Europa weitere Standorte gegründet, die demselben wissenschaftlichen Beirat und denselben Studienplänen folgen:
- Das „IESH de Paris“[20], 1999 gegründeter und 2001 eröffneter Standort in St. Denis bei Paris, dessen Direktor Ahmed Jaballah ebenfalls Mitglied des ECFR und der UOIF ist.[8] Das IESH de Paris bietet insbesondere Teilzeitstudienkurse am Abend und am Wochenende an.

- Das European Institute of Human Sciences (EIHS) in Llanybydder, West Wales, Großbritannien[21] wurde 1997 gegründet und 1999 eröffnet. Es wird von Direktor Kadhem al-Rawi, dem Bruder des langjährigen FIOE Vorsitzenden Ahmad al-Rawi, geleitet.[22] Das EISH hat etwa 80 Vollzeitstudenten die bis zu £4,000 Studiengebühren im Jahr zahlen. 2005 beendete die „University of Wales, Lampeter“ ihre Zusammenarbeit mit dem EISH.[23]

- Das European Institute of Human Sciences (EIHS) in Birmingham, West Midlands, Vereinigtes Königreich.[24]

- Das Europäische Institut für Humanwissenschaften (EIHW) in Frankfurt am Main, gegründet 2013.

Das „Markfield Institute of Higher Education“ (MIHE) gehört nicht dem IESH an. Das MIHE bietet jedoch Absolventen des IESH ein weiterführendes Masterprogramm an. Rektor ist Khurshid Ahmad, Vize-Präsident der islamistischen pakistanischen Partei Jamaat-e-Islami und Gründer und Vorsitzender der Islamic Foundation in Leicester, die auch die MIHE verwaltet und kontrolliert.

## Belege
1. ↑  
List of Members. (PDF) In: www.fumi-fuiw.org. Federation of the Universities of the Islamic World, 2017, S. 20, archiviert vom Original (nicht mehr online verfügbar) am 26. November 2019; abgerufen am 1. September 2019 (englisch).  Info: Der Archivlink wurde automatisch eingesetzt und noch nicht geprüft. Bitte prüfe Original- und Archivlink gemäß Anleitung und entferne dann diesen Hinweis.
2. 1 2 3  Former des imams „à la française“: une oeuvre difficile (Memento vom 27. September 2007 im Internet Archive) La Croix, 5. Mai 2004.
3. 1 2  Aspekte der Demokratiegefährdung im Stadtbezirk Mitte und Möglichkeiten der Intervention (Memento vom 18. September 2004 im Internet Archive), Claudia Dantschke, Zentrum Demokratische Kultur, 2004.
4. ↑  Regina Mönch: Theologie Islamische Lehre an Universitäten. In: Frankfurter Allgemeine Zeitung. 7. Februar 2010, ISSN 0174-4909 (faz.net [abgerufen am 1. Juli 2015]).
5. ↑  Webseite des IESH Apprentissage de la langue arabe (Memento vom 28. September 2007 im Internet Archive) Zielsetzung des Institut der arabischen Sprache auf www.iesh.org (französisch)
6. 1 2 3  „Das ist meine Lebensweise“ taz vom 13. Februar 2002.
7. ↑  Webseite des IESH Zielsetzung der Europäischen Fakultät für Islamische Studien
8. 1 2 3 4  C'est l'anarchie, L'introuvable imam made in France (Memento vom 27. September 2007 im Internet Archive) Nouvel Observateur, 23. März 2006.
9. 1 2 3  IESH Eigendarstellung
10. ↑  "islam in europa – Nur private Institute" taz vom 13. Februar 2002.
11. ↑  Milli Görüş und Perspektive, Nov. 2000: „16 neue Studenten ließen sich einschreiben“
12. ↑  Die Rolle der Imame in den Moscheen ist einer der wichtigen Punkte für Muslime in Deutschland meint Yasin Alder, Islamische Zeitung vom 1. August 2007.
13. 1 2  „Les institutions musulmanes ne sont pas encore prêtes à accueillir des imams comme nous“ (Memento vom 27. September 2007 im Internet Archive) Le Monde vom 11. Mai 2004: Drei Ex-Studenten des IESH erzählen von ihren Erfahrungen (frz.) auf www.crcm-cha.org
14. ↑  France backs local imams to preach moderate Islam (Memento vom 27. September 2007 im Internet Archive) Turkish Daily News, 27. Juni 2004 auf www.turkischdailynews.com (englisch)
15. ↑  Finanzbericht des European Trust für das Jahr 2003.
16. ↑  „The Situation of Muslims in France“ OPEN SOCIETY INSTITUTE, 2002, S. 123.
17. ↑  Amara Bamba, "La formation des imams, le nouveau défi de l’Islam en France" (Memento vom 29. Juni 2004 im Internet Archive) Saphirnet, 12. Juni 2003.
18. ↑  Le Monde vom 7. Februar 2002.
19. ↑  IESH: Séjours De Loisirs Educatifs 2007 IESH Ferienkurse
20. ↑  Webseite des „IESH de Paris“ (Memento vom 23. Oktober 2014 im Internet Archive) in St. Denis bei Paris, Frankreich
21. ↑  Webseite des „European Institute of Human Sciences“ (EIHS) in Llanybydder, West Wales, Großbritannien
22. 1 2  British Islam colleges 'link to terrorism' (Seite nicht mehr abrufbar, festgestellt im Juli 2025. Suche in Webarchiven)  Info: Der Link wurde automatisch als defekt markiert. Bitte prüfe den Link gemäß Anleitung und entferne dann diesen Hinweis. The Times, July 29, 2004.
23. ↑  What are they being taught? Matt Withers, Wales on Sunday, Jul 24 2005
24. ↑  Webseite des „European Institute of Human Sciences“ (EIHS) in Birmingham, West Midlands, Vereinigtes Königreich
25. ↑  Certificate in Islamic Counselling (Memento vom 28. September 2007 im Internet Archive), Markfield Institute of Higher Education auf www.mihe.org.uk 2007 (englisch)